# Оксид-ацетат галлия
Оксид-ацетат галлия — неорганическое соединение, 
кристаллогидрат основной соли галлия и уксусной кислоты с формулой 4Ga(CH3COO)3·2Ga2O3·5H2O,
белые кристаллы,
не растворяется в воде.

## Получение
- Действие уксусной кислоты на гидроксид галлия:

{\displaystyle {\mathsf {8Ga(OH)_{3}+12CH_{3}COOH\ {\xrightarrow {}}\ }}}
{\displaystyle {\mathsf {\ {\xrightarrow {}}\ 4Ga(CH_{3}COO)_{3}\cdot 2Ga_{2}O_{3}\cdot 5H_{2}O\downarrow +13H_{2}O}}}

## Физические свойства
Оксид-ацетат галлия образует белые кристаллы.